# Cantonul Lorrez-le-Bocage-Préaux
Cantonul Lorrez-le-Bocage-Préaux este un canton din arondismentul Fontainebleau, departamentul Seine-et-Marne, regiunea Île-de-France , Franța.

## Comune
- Blennes
- Chevry-en-Sereine
- Diant
- Égreville
- Flagy
- Lorrez-le-Bocage-Préaux (reședință)
- Montmachoux
- Noisy-Rudignon
- Paley
- Remauville
- Saint-Ange-le-Viel
- Thoury-Férottes
- Vaux-sur-Lunain
- Villebéon
- Villemaréchal
- Voulx